# Ngepringan
Ngepringan is een bestuurslaag in het regentschap Sragen van de provincie Midden-Java, Indonesië. Ngepringan telt 3792 inwoners (volkstelling 2010).